# Constantin A. Crețulescu
Constantin A. Crețulescu (ur. 22 maja 1809 w Bukareszcie, zm. 21 marca 1884 r. tamże) – rumuński akademik, polityk i członek honorowy Academia Română od 1871 r. Pełnił funkcję premiera Rumunii od 1 marca 1867 do 4 sierpnia 1867 r. Był bratem Nicolae Crețulescu. 